# Oricia damalis
Oricia damalis är en fjärilsart som beskrevs av William Schaus 1912. Oricia damalis ingår i släktet Oricia och familjen tandspinnare. Inga underarter finns listade i Catalogue of Life.